# 9631 Х'юбертрівз
9631 Х'юбертрівз (9631 Hubertreeves) — астероїд головного поясу, відкритий 17 вересня 1993 року.
Тіссеранів параметр щодо Юпітера — 3,311.